# Łukasz Garguła
Łukasz Garguła (pronunție în poloneză [ˈwukaʐ ɡarˈɡuwa]; n. 25 februarie 1981 în Zhagan, Polonia) este un fotbalist polonez care joacă pentru clubul Miedź Legnica pe postul de mijlocaș central.

## Cariera la echipe
Garguła și-a început cariera de fotbalist în Piast Iłowa și a jucat trei sezoane pentru Polar Wrocław.
A fost sub contract cu GKS Bełchatów între anii 2002 și în 2005, reușind să promoveze cu echipa în Ekstraklasa (prima ligă din Polonia). În sezonul 2006-2007 echipa sa a terminat pe locul al doilea.
În 2009, el a semnat cu Wisla Cracovia, echipă cu care a ajuns în șaisprezecimile Europa League, Lukasz marcând în ultimul meci din grupe, cel cu Twente.
Pe 1 iulie 2015 Garguła a semnat un contract pe 1 an cu Miedz Legnica, cu opțiune de prelungire pe încă un an.

## Carieră la națională
Pe 2 septembrie 2006, Garguła și-a făcut debutul internațional în meciul cu Finlanda, un meci pe care Polonia l-a pierdut cu 1-3, meci în care a marcat primul și singurul său gol pentru țara sa, cu un șut din voleu de la distanță, cu piciorul stâng.
El a fost chemat în lotul pentru Euro 2008 de către Leo Beenhakker, el și fundașul lui Górnik Zabrze, Michał Pazdan, fiind singurii jucători care nu au jucat niciun minut.

## Statistici
| Club          | Sezon         | Ligă          | Meciuri în campionat | Meciuri în campionat | Meciuri în cupă | Meciuri în cupă | Cupele europene | Cupele europene | Total   | Total  |
| Club          | Sezon         | Ligă          | Meciuri              | Goluri               | Meciuri         | Goluri          | Meciuri         | Goluri          | Meciuri | Goluri |
| ------------- | ------------- | ------------- | -------------------- | -------------------- | --------------- | --------------- | --------------- | --------------- | ------- | ------ |
| Polar Wrocław | 1999–00       | I Liga        | 2                    | 0                    | –               | –               | –               | –               | 2       | 0      |
| Polar Wrocław | 2000–01       | I Liga        | 3                    | 0                    | 1               | 0               | –               | –               | 4       | 0      |
| Polar Wrocław | 2001–02       | I Liga        | 32                   | 4                    | 4               | 1               | –               | –               | 36      | 5      |
| GKS Bełchatów | 2002–03       | I Liga        | 30                   | 6                    | 1               | 1               | –               | –               | 31      | 7      |
| GKS Bełchatów | 2003–04       | I Liga        | 23                   | 3                    | 0               | 0               | –               | –               | 23      | 3      |
| GKS Bełchatów | 2004–05       | I Liga        | 34                   | 7                    | 7               | 0               | –               | –               | 41      | 7      |
| GKS Bełchatów | 2005–06       | Ekstraklasa   | 28                   | 2                    | 2               | 0               | –               | –               | 30      | 2      |
| GKS Bełchatów | 2006–07       | Ekstraklasa   | 27                   | 7                    | 3               | 0               | –               | –               | 30      | 7      |
| GKS Bełchatów | 2007–08       | Ekstraklasa   | 26                   | 3                    | 1               | 0               | 1               | 0               | 28      | 3      |
| GKS Bełchatów | 2008–09       | Ekstraklasa   | 14                   | 4                    | 2               | 0               | –               | –               | 16      | 4      |
| Wisła Kraków  | 2009–10       | Ekstraklasa   | 2                    | 0                    | 1               | 0               | 0               | 0               | 3       | 0      |
| Wisła Kraków  | 2010–11       | Ekstraklasa   | 14                   | 0                    | 4               | 0               | 2               | 0               | 20      | 0      |
| Wisła Kraków  | 2011–12       | Ekstraklasa   | 25                   | 0                    | 5               | 0               | 9               | 1               | 39      | 1      |
| Wisła Kraków  | 2012–13       | Ekstraklasa   | 22                   | 4                    | 2               | 1               | –               | –               | 24      | 5      |
| Wisła Kraków  | 2013–14       | Ekstraklasa   | 23                   | 8                    | 1               | 2               | –               | –               | 34      | 10     |
| Wisła Kraków  | 2014–15       | Ekstraklasa   | 29                   | 3                    | 1               | 0               | –               | –               | 30      | 3      |
| Miedź Legnica | 2015–16       | I Liga        | 15                   | 4                    | 2               | 0               | 0               | 0               | 17      | 4      |
| Total         | Total Carieră | Total Carieră | 370                  | 55                   | 37              | 5               | 12              | 1               | 408     | 61     |

## Titluri
Wisła Cracovia
- Ekstraklasa: 2010-11